# セフチオフル
セフチオフル（英：Ceftiofur）はセファロスポリン系（第三世代）抗生物質で、動物用医薬品として認可されている。
1987年に初めて報告された。製薬会社ゾエティスからExcenel 、Naxcel、Excedeとして販売されており、同社のSpectramast LC（泌乳牛用製剤）およびSpectramast DC（乾乳牛用製剤）の有効成分でもある。
抗生物質耐性酵素β-ラクタマーゼに耐性があり、グラム陽性菌とグラム陰性菌の両方に対して活性がある。セフチオフルに耐性を持つ大腸菌が報告されている。
代謝物のdesfuroylceftiofurも抗生物質活性を持つ 。この2つの化合物は、牛乳中の抗生物質活性を測定するために（他の抗生物質と一緒に）一緒に測定される。